# Clubiona cirrosa
Clubiona cirrosa este o specie de păianjeni din genul Clubiona, familia Clubionidae, descrisă de Ono, 1989. Conform Catalogue of Life specia Clubiona cirrosa nu are subspecii cunoscute.